# 弗拉基米尔·阿科皮扬
弗拉基米尔·愛德華迪·阿科皮扬（俄语：Владимир Акопян，1971年12月7日—），亚美尼亚国际象棋棋手，出生于巴库。
1986年，14岁的阿科皮扬就获得了国际象棋16岁组世界冠军。16岁时，又获国际象棋18岁组世界冠军。1991年，再获国际象棋青年世界冠军。此后，他于1996年、1997年两度获得亚美尼亚全国冠军。1999年，他闯入了国际棋联世界冠军赛决赛，但最终负于亚历山大·哈利夫曼，屈居亚军。